# Crpala-Spilice-Gnječi
Crpala-Spilice-Gnječi su mjesni odbor u Republici Hrvatskoj, u sastavu Grada Ploča, Dubrovačko-neretvanska županija. 
Mjesni odbor Crpala-Spilice-Gnječi sastoji se od tri istoimena zaseoka, a nalazi se na području naselja Staševice. Malobrojno stanovništvo se pretežno bavi poljoprivredom. Mještani Crpala, Spilica i Gnječa su 2014. završili gradnju crkve Gospe Lurdske na području župe Brista. Zdanje, za koje je nacrt izradio inženjer arhitekture Ivan Vulić iz Splita, dugačko je dvanaest, široko osam, a visoko 5,5 metara, s deset metara visokim zvonikom.

## Znamenitosti
- Arheološko nalazište Grebine u Crnoči

## Vanjske poveznice
- ploce.hr